# Юмурчен (река)
Юмурче́н — река в Забайкальском крае России.
Длина реки — 95 км. Площадь её водосборного бассейна — 4100 км². Среднегодовой расход воды — 16 м³/с. Питание реки в основном смешанное. Замерзает в октябре, вскрывается в середине мая. Половодье с мая по начало июля. Впадает в реку Витим.
У истоков реки стоит уникальный в мире водораздел. Со склонов Яблонового хребта стекают реки, впоследствии впадающие в Енисей, Лену и Амур. Воды Юмурчена через Витим оказываются в реке Лена.
Притоки реки: Правые: Дялаук, Котэ, Котэкан, Дулишма, Муйшин, Ороча, Иликочер, Якша; Левые: Сигинак, Большой Тунгукэ, Якша, Куку-Аджерга, Юмурчекен, Талакащик, Тунгукучен, Тымба, Слюнда.
По ряду археологических памятников в устье реки названа усть-юмурченская культура эпохи неолита (бассейн Верхнего Витима).